# Refektorium

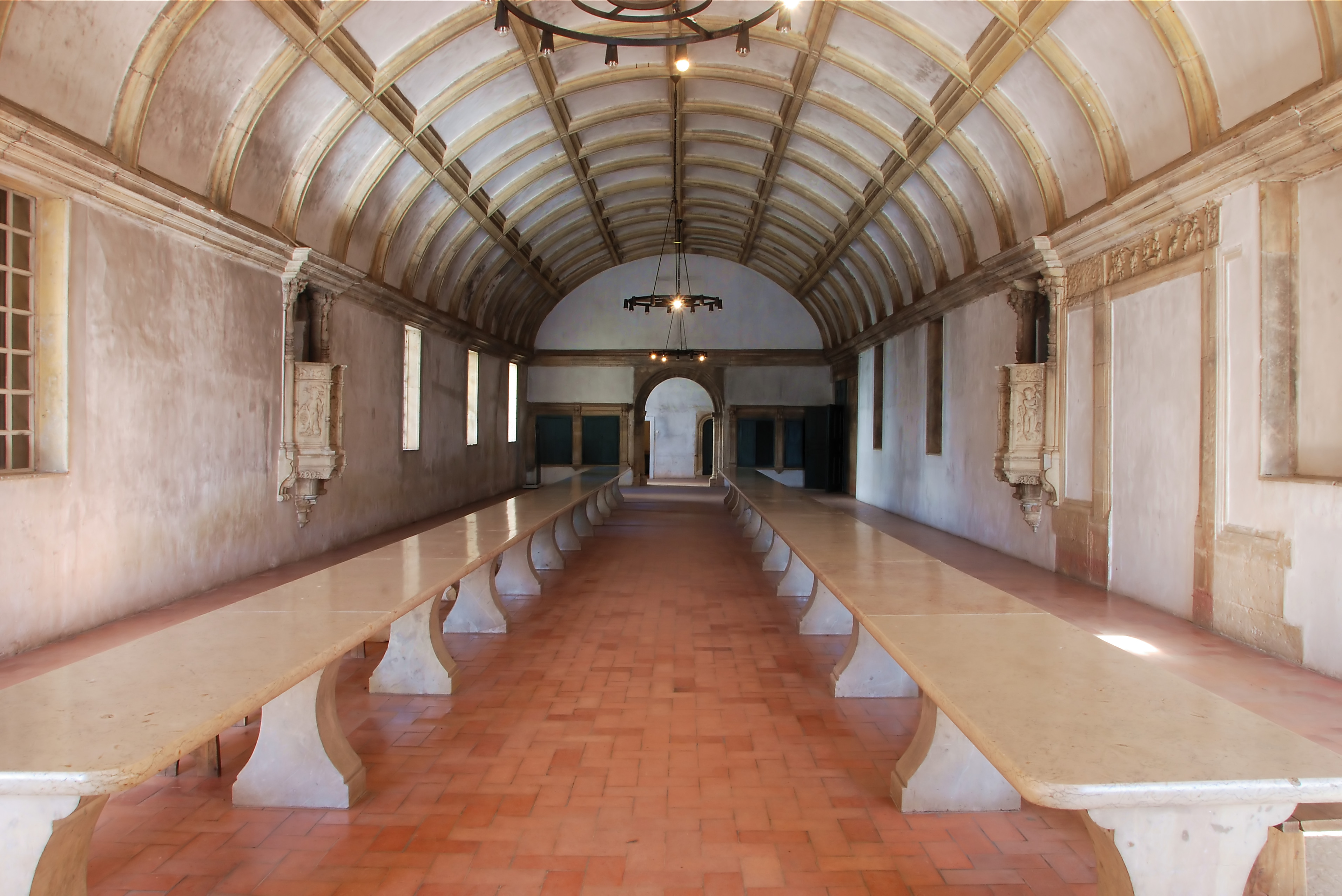
Refektoriet i Convento de Cristo i Tomar i Portugal.

Refektorium är matsalen i ett kloster, och är förutom matborden och sittmöblerna i regel inredd med en kateder, vigvattenskärl och ibland även ett altare.
Språkligt kommer refektorium av medeltidslatinets refectorium, av senlatinets refectorius "vederkvickande", vilket i sin tur härleds ur latinets reficio "göra på nytt", "vederkvicka", "ta igen sig".

## Källa
- Refektorium i Nordisk familjebok (andra upplagan, 1915)